# Pagai-Makak

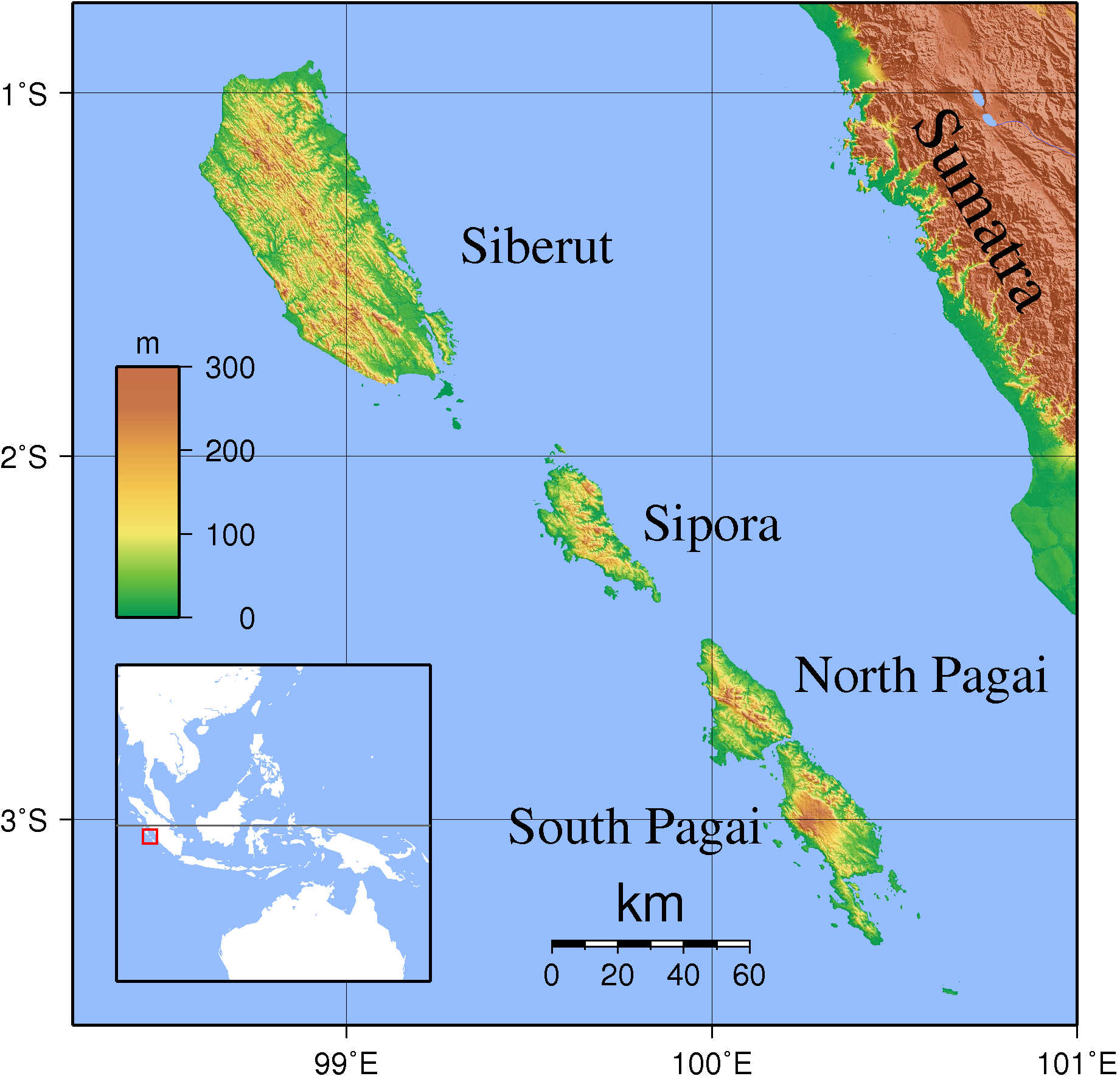
Mentawai-Inseln: Pagai-Makaken leben auf der Insel Sipora und den Pagai-Inseln

Der Pagai-Makak (Macaca pagensis) ist eine Primatenart aus der Gattung der Makaken innerhalb der Familie der Meerkatzenverwandten (Cercopithecidae). Er ist eng mit dem Siberut-Makak verwandt, oft werden die zwei Arten als Mentawai-Makak zusammengefasst.
Das Fell dieser Tiere ist am Rücken und an den Hinterbeinen dunkelbraun gefärbt, die Vorderbeine sind rötlich und der Schulterbereich grau. Der Schwanz ist, ähnlich wie beim nahe verwandten Schweinsaffen, kurz.
Diese Tiere leben ausschließlich auf den westlich von Sumatra gelegenen, rund 6700 Quadratkilometer großen Mentawai-Inseln. Sie kommen dort auf der Insel Sipora und den Pagai-Inseln vor. Lebensraum dieser Tiere sind vorrangig die Mangroven- und sumpfigen tropischen Regenwälder der Inseln. 
Pagai-Makaken leben sowohl am Boden als auch in den Bäumen, ziehen sich aber zur Nachtruhe in höhere Äste zurück. Sie leben in Gruppen von 5 bis 25 Tieren; im Gegensatz zu den meisten anderen Makakenarten sind dies Haremsgruppen, die aus nur einem Männchen mit mehreren Weibchen und dem Nachwuchs bestehen.
Die Nahrung der Pagai-Makaken besteht vorwiegend aus Früchten, vermutlich verzehren sie wie andere Makakenarten auch andere Pflanzenteile und Kleintiere. Manchmal plündern sie auch Plantagen.
Aufgrund ihres kleinen Verbreitungsgebietes zählen Pagai-Makaken zu den bedrohten Arten. Die Zerstörung ihres Lebensraums, verbunden mit der Bejagung wegen von ihnen angerichteten Verwüstungen der Plantagen, hat dazu geführt, dass die Art als vom Aussterben bedroht („critically endangered“) gilt.